# Tournée de l'équipe des Samoa de rugby à XIII en 2024
La tournée de l'équipe des Samoa de rugby à XIII en 2024 est la première tournée d'une équipe de rugby à XIII représentant les Samoa en hémisphère sud. Elle effectue une tournée en Royaume-Uni en prenant part à deux Test matchs contre l'Angleterre. Il s'agit de la deuxième tournée d'une nation insulaire du Pacifique après celle réalisée par les Tonga en 2023.

## Résultats des test-matchs
Le tableau suivant récapitule les résultats de l'équipe des Samoa contre les équipes nationales.
| No | Date            | Lieu                                          | Match              | Score   | Compétition |
| -- | --------------- | --------------------------------------------- | ------------------ | ------- | ----------- |
| 1  | 27 octobre 2024 | Brick Community Stadium, Wigan - Royaume-Uni  | Angleterre – Samoa | 34 – 18 | test match  |
| 2  | 2 novembre 2024 | Headingley Rugby Stadium, Leeds - Royaume-Uni | Angleterre – Samoa | 34 – 16 | test match  |

## Groupe de la tournée

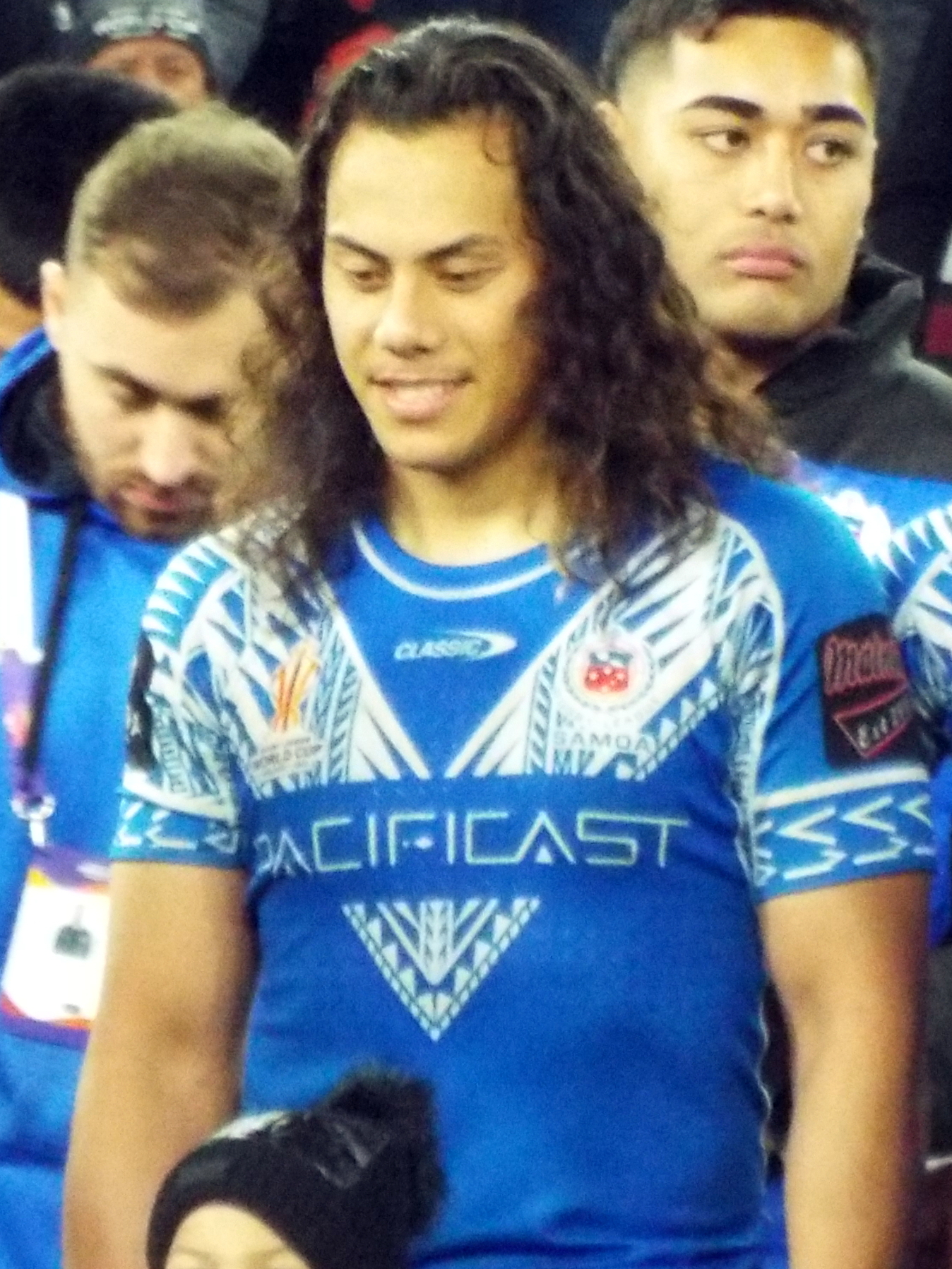
Jarome Luai est désigné capitaine de la sélection samoane.

Le liste des vingt-trois joueurs samoans sélectionnés est dressé le 10 octobre 2024. Il est désigné Jarome Luai comme capitaine de la sélection, ce dernier sort de quatre titres consécutifs de National Rugby League avec les Penrith Panthers et rejoint à partir de la saison 2025 les Wests Tigers. A l'exception de trois joueurs disputant la Super League en Angleterre, les vingt autres joueurs disputent tous la National Rugby League entre des clubs australiens ou néo-zélandais. Parmi les vingt-trois joueurs, onze joueurs n'ont jamais porté le maillot des Samoa, cela est dû à de nombreux joueurs indisponibles. A contrario, le Dally M Medal 2018, devenu All-Black avant de revenir au rugby à XIII, Roger Tuivasa-Sheck fait ses débuts avec les Samoa après avoir porté les couleurs de la Nouvelle-Zélande, sa présence permit de convaincre Jeremiah Nanai de rejoindre la sélection samoane.
| Joueur               | Date de naissance | Club                         |
| -------------------- | ----------------- | ---------------------------- |
| John Asiata          | 19 avril 1993     | Leigh Leopards               |
| Shawn Blore          | 1er août 2000     | Melbourne Storm              |
| Gordon Chan Kum Tong | 3 janvier 2002    | Manly-Warringah Sea Eagles   |
| Luciano Leilua       | 8 juin 1996       | St. George Illawarra Dragons |
| Ricky Leutele        | 10 avril 1990     | Leigh Leopards               |
| Jarome Luai (c)      | 16 janvier 1997   | Wests Tigers                 |
| Deine Mariner        | 25 avril 2003     | Parramatta Eels              |
| Terrell May          | 29 avril 1999     | Sydney Roosters              |
| Anthony Milford      | 11 juillet 1994   | Dolphins                     |
| Francis Molo         | 3 septembre 1994  | St. George Illawarra Dragons |
| Jeremiah Nanai       | 18 février 2003   | North Queensland Cowboys     |
| Josiah Pahulu        | 4 mai 2004        | Gold Coast Titans            |
| Keenan Palasia       | 24 janvier 1997   | Leeds Rhinos                 |
| Junior Pauga         | 3 février 1996    | Sydney Roosters              |
| Paul Roache          | 29 décembre 1998  | New Zealand Warriors         |
| Simi Sasagi          | 24 avril 2001     | Canberra Raiders             |
| Jeral Skelton        | 8 avril 1999      | Wests Tigers                 |
| Izack Tago           | 5 avril 2002      | Penrith Panthers             |
| Jake Tago            | 10 février 1999   | Parramatta Eels              |
| Blaize Talagi        | 16 mars 2005      | Parramatta Eels              |
| Jazz Tevaga          | 4 septembre 1995  | Manly-Warringah Sea Eagles   |
| Roger Tuivasa-Sheck  | 5 juin 1993       | New Zealand Warriors         |
| Lazarus Vaalepu      | 19 mars 1999      | Melbourne Storm              |

## Résultats

### Victoire anglaise
Brick Community Stadium, Wigan, Royaume-Uni, 27 octobre 2024
Spectateurs : 15 137 spectateurs
Arbitre :  Liam Moore 
Points marqués :
- Angleterre : 6 essais de Farnworth (7e), Ashton (15e et 58e), Williams (20e), Radley (49e) et Lewis (71e) ; 5 transformations de Smith (8e, 21e, 50e, 59e et 72e).
- Samoa : 3 essais de Mariner (33e et 53e) et Chan Kum Tong (75e) ; 3 transformations de Pauga (34e, 54e et 76e).

Composition des équipes
- Angleterre : Jack Welsby (cap.) - Dominic Young, Harry Newman, Herbert Farnworth, Matthew Ashton - George Williams (o), Harry Smith (m) - Ethan Havard, Daryl Clark, Matthew Lees, Kai Pearce-Paul, John Bateman, Victor Radley - Michael Lewis, Michael McMeeken, Morgan Knowles, Tom Burgess - Entraîneur : Shaun Wane.
- Samoa : Roger Tuivasa-Sheck - Jeral Skelton, Izack Tago (cap.), Junior Pauga, Deine Mariner - Anthony Milford (o), Jarome Luai (m) - Francis Molo, Jazz Tevaga, Terrell May, Shawn Blore, Jeremiah Nanai, John Asiata - Blaize Talagi, Luciano Leilua, Gordon Chan Kum Tong, Lazarus Vaalepu - Entraîneur : Ben Gardiner.

### Seconde victoire anglaise
Headingley Rugby Stadium, Leeds, Royaume-Uni, 2 novembre 2024
Spectateurs : 16 068 spectateurs
Arbitre :  Chris Kendall  
Points marqués :
- * Angleterre : 6 essais de Marshall (17e), Williams (28e), Ashton (31e), Farnworth (37e et 54e) et Welsby (67e) ; 4 transformations de Smith (18e, 40e, 56e et 68e) ; 1 pénalité de Smith (5e).
- Samoa : 3 essais de Blore (8e), Tago (44e) et Nanai (73e) ; 2 transformations de Pauga (9e et 46e).

Composition des équipes
- Angleterre : Jack Welsby (cap.) - Matthew Ashton, Harry Newman, Herbert Farnworth, Liam Marshall - George Williams (o), Harry Smith (m) - Ethan Havard, Daryl Clark, Matthew Lees, John Bateman, Junior Nsemba, Victor Radley - Michael Lewis, Morgan Knowles, Michael McMeeken, Luke Thompson - Entraîneur : Shaun Wane.
- Samoa : Roger Tuivasa-Sheck - Jeral Skelton, Izack Tago (cap.), Junior Pauga, Deine Mariner - Blaize Talagi (o), Jarome Luai (m) - Francis Molo, Jazz Tevaga, Terrell May, Shawn Blore, Jeremiah Nanai, Luciano Leilua - Simi Sasagi, Keenan Palasia, Gordon Chan Kum Tong, Lazarus Vaalepu - Entraîneur : Ben Gardiner.